# Aciphylla hectori
Aciphylla hectori là một loài thực vật có hoa trong họ Hoa tán. Loài này được Buchanan mô tả khoa học đầu tiên năm 1882.